# Suha at-Tawil
Suha at-Tawil (arabisch سهى الطويل, DMG Suhā aṭ-Ṭawīl; * 1963 in Jerusalem) ist die Witwe des ehemaligen palästinensischen Präsidenten Jassir Arafat.

## Leben
Sie wurde in die wohlhabende Bankiersfamilie at-Tawil geboren, griechisch-orthodox getauft und von katholischen Nonnen in Ramallah erzogen. Ihre Mutter Raymonda Hawa-Tawil ist eine bekannte Journalistin und Feministin in der palästinensischen Nationalbewegung, die 1981 den Bruno-Kreisky-Preis erhalten hat. Während Arafat 1989 erstmals von der französischen Regierung mit allen Ehren in Paris empfangen wurde, lernte er Suha kennen, die an der Sorbonne Internationale Beziehungen studierte. Sie wurde danach seine Wirtschaftsberaterin und Geliebte in seinem Exil in Tunis.

## Heirat mit Arafat
Am 17. Juli 1990, Suha war damals 27 Jahre alt, heiratete sie den 61-jährigen Arafat. Die Hochzeit wurde allerdings geheim gehalten, da Arafat zuvor immer beteuert hatte, er könne in seinem Leben nur mit Palästina verheiratet sein. Wenige Monate zuvor war Suha zum Islam konvertiert.
Das Paar mit der gemeinsamen Tochter Zahwa lebte bis zum Beginn der zweiten Intifada in einer Prachtvilla im Gazastreifen, obwohl Suha in den palästinensischen Gebieten nie akzeptiert wurde und klar diskreditiert und unerwünscht ist. Sie ließ sich in teuren deutschen Limousinen durch die staubigen und zerstörten Straßen von Ramallah fahren und trug Designerkleider aus Paris und London. Politisch wurde Arafat nie von seiner Frau unterstützt. Sie brachte immer wieder die palästinensische Führung gegen sich auf, indem sie sich etwa über den durch die USA vermittelten Frieden lustig machte, den ihr Mann und Benjamin Netanjahu 1998 unterschrieben hatten. Bei einem Besuch der damaligen First-Lady Hillary Clinton in Ramallah beschuldigte sie Israel, das Gebiet der Palästinenser mit Giftgas verseucht zu haben, was Ursache für vermehrtes Auftreten von Krebserkrankungen sei. Clinton wurde daraufhin kritisiert, nicht sofort reagiert zu haben. Sie distanzierte sich erst am nächsten Tag in Jordanien von diesen Anschuldigungen.

## Paris
Ab 2001 lebten Suha und Tochter in einer Suite im Pariser Luxushotel Bristol. Während ihres Aufenthalts dort soll sie monatliche Zuwendungen Arafats in Höhe von etwa 100.000 Dollar erhalten haben. Damit wurden jedoch auch die Entourage und der Personenschutz bezahlt. Die Anfeindungen zwischen Palästinenservertretern und Suha erreichten Ende 2004 während des Pariser Krankenhausaufenthalts Arafats ihren vorläufigen Höhepunkt. Solidaritätsbekundungen von Mitgliedern aller nationalen Parteien und Organisationen für den todkranken Präsidenten auf der einen sowie Spott und Häme für Suha auf der anderen Seite machten die tiefe Abneigung der Palästinenser deutlich. Grund für die Anfeindungen ist das Vermögen der PLO in Milliardenhöhe, welches bis zu seinem Tod von Arafat verwaltet wurde. Ob ein Testament existiert, ist unklar. 2005 folgte sie einer Einladung von König Fahd von Saudi-Arabien und nahm zum ersten Mal an einer Haddsch in Mekka teil.

## Tunesien, Malta
Danach lebten sie und ihre Tochter vorwiegend in Tunis. Im September 2006 wurde beiden vom Präsidenten Zine el-Abidine Ben Ali die tunesische Staatsbürgerschaft verliehen. Zusammen mit dessen Ehefrau Leila Trabelsi gründete sie die Internationale Schule von Karthago. Ein Jahr später kam es in diesem Zusammenhang zum Bruch zwischen den beiden Frauen, die Staatsbürgerschaft wurde ihr am 7. August 2007 entzogen und sie wurde des Landes verwiesen.
2007 bezog sie daher ein Haus im Botschafterviertel auf Malta und lebt auch dort. Die Mittel für das Haus und dessen Verwaltung werden durch Freunde zur Verfügung gestellt.
Nach der Revolution in Tunesien erließ Tunis im Oktober 2011 gegen sie einen internationalen Haftbefehl wegen des Verdachts, beim Schulprojekt Gelder veruntreut zu haben.